# Anne Dowriche
Anne Dowriche (fl. 1589-1596) è stata una poetessa inglese.

## Biografia
Anne Dowriche nacque in Cornovaglia possibilmente prima del 1560, figlia di Sir Richard Edgcumbe e Elizabeth Tregian. Quella degli Edgecombe era una famiglia di ardenti protestanti appartenenti alla piccola nobiltà di campagna. Ricevette una discreta educazione per una fanciulla dell'epoca e si pensa che potesse leggere fluentemente il latino.
Nel 1580 sposò il reverendo Hugh Dowrich, con cui condivideva l'ardente fede protestante e da cui ebbe sei figli: Elkana, Walter, Mary (nata nel 1587), Elizabeth, Anne (1589) e Hugh (1594).

## Attività letteraria
L'attività letteraria della Dowriche è incentrata su argomenti religiosi e, in particolare, sulla celebrazione del protestantesimo come unica via per la salvezza. Nel 1589 pubblicò la sua poesia The French Historie, un poemetto di 2400 versi incentrato sulle guerre di religione francesi; l'opera racconta del conflitto da cattolici e ugonotti, culminato con il massacro degli ultimi durante la sanguinosa notte di San Bartolomeo. Nel poemetto l'autrice si schiera energicamente a favore degli ugonotti, dipincendo Caterina de' Medici come una tiranna crudele e manipolatrice. Per quanto la vicenda sia fortemente romanzata dalla poetessa, Anne Dowriche si basò sulla descrizione degli eventi narrata da Thomas Tymme in The Three Partes of Commentaries, Containing the Whole and Perfect Discourse of the Civill Warres of Fraunce, una traduzione della testimonianza diretta di Pierre de La Place. Diversi critici letterari hanno evidenziato l'impatto di The French Historie sulla letteratura del tempo e, in particolare, su due tragedie di Christopher Marlowe: L'ebreo di Malta e Il massacro di Parigi.
Inoltre, fu autrice di Verses Written by a Gentlewoman, Upon the Jaylor's Conversion, una poesia inserita nell'opera del marito Hugh Dowriche The Jaylor's Conversion (1596). Nella poesia l'autrice critica i magistrati che fanno passare coloro che sostengono la verità come se fossero sediziosi e complottisti. Ancora una volta l'opera è un elogio dei valori puritani e un invito a diffidare dei cattolici.